# Eliminatórias para o Campeonato Africano das Nações de 2025 – Grupo J
O Grupo J das Eliminatórias para o Campeonato Africano das Nações de 2025 foi um dos doze grupos que definiram as equipes que se classificaram para o Campeonato Africano das Nações de 2025. Participaram quatro seleções: Camarões, Namíbia, Quénia e Zimbabwe.

## Classificação
| Pos | Equipe   | Pts | J | V | E | D | GP | GC | SG | Classificado                           |  |     |     |     |     |
| --- | -------- | --- | - | - | - | - | -- | -- | -- | -------------------------------------- |  | --- | --- | --- | --- |
| 1   | Camarões | 14  | 6 | 4 | 2 | 0 | 8  | 2  | +6 | Campeonato Africano das Nações de 2025 |  | —   | 2–1 | 4–1 | 1–0 |
| 2   | Zimbabwe | 9   | 6 | 2 | 3 | 1 | 6  | 4  | +2 | Campeonato Africano das Nações de 2025 |  | 0–0 | —   | 1–1 | 3–1 |
| 3   | Quénia   | 6   | 6 | 1 | 3 | 2 | 4  | 7  | −3 | Eliminado                              |  | 0–1 | 0–0 | —   | 0–0 |
| 4   | Namíbia  | 2   | 6 | 0 | 2 | 4 | 2  | 7  | −5 | Eliminado                              |  | 0–0 | 0–1 | 1–2 | —   |

## Partidas
| 6 de setembro de 2024 | Quénia | 0 – 0     | Zimbabwe | Estádio Nacional Nelson Mandela, Campala (Uganda) |
| 16:00 (UTC+3)         |        | Relatório |          | Árbitro: SEN Adalbert Diouf                       |

| 7 de setembro de 2024 | Camarões      | 1 – 0     | Namíbia | Estádio de Japoma, Duala   |
| 17:00 (UTC+1)         | Aboubakar 65' | Relatório |         | Árbitro: MLI Boubou Traoré |

| 10 de setembro de 2024 | Zimbabwe | 0 – 0     | Camarões | Estádio Nacional Nelson Mandela, Campala (Uganda) |
| 19:00 (UTC+3)          |          | Relatório |          | Árbitro: EGY Mahmoud El Banna                     |

| 10 de setembro de 2024 | Namíbia   | 1 – 2     | Quénia                | Estádio Orlando, Joanesburgo (África do Sul) |
| 18:00 (UTC+2)          | Hotto 90' | Relatório | Avire 58' · Abuya 76' | Árbitro: NGR Salisu Basheer                  |

| 10 de outubro de 2024 | Namíbia | 0 – 1     | Zimbabwe          | Estádio Orlando, Joanesburgo (África do Sul) |
| 15:00 (UTC+2)         |         | Relatório | Billiat 34' (pen) | Árbitro: GAB Patrice Mebiame                 |

| 11 de outubro de 2024 | Camarões                                                    | 4 – 1     | Quénia     | Estádio de Japoma, Duala |
| 17:00 (UTC+1)         | Aboubakar 8' (pen) · Hongla 39' · Mbeumo 43' · Bassogog 55' | Relatório | Olunga 41' | Árbitro: SEN Issa Sy     |

| 14 de outubro de 2024 | Quénia | 0 – 1     | Camarões | Estádio Nacional Nelson Mandela, Campala (Uganda) |
| 16:00 (UTC+3)         |        | Relatório | Enow 63' | Árbitro: BEN Louis Houngnandande                  |

| 14 de outubro de 2024 | Zimbabwe                         | 3 – 1     | Namíbia   | Estádio Orlando, Joanesburgo (África do Sul) |
| 18:00 (UTC+2)         | Musona 50', 61' (pen) · Dube 89' | Relatório | Eiseb 90' | Árbitro: COD Yannick Malala                  |

| 13 de novembro de 2024 | Namíbia | 0 – 0     | Camarões | Estádio Orlando, Joanesburgo (África do Sul) |
| 15:00 (UTC+2)          |         | Relatório |          | Árbitro: MAR Jalal Jayed                     |

| 15 de novembro de 2024 | Zimbabwe       | 1 – 1     | Quénia     | Estádio Peter Mokaba, Polokwane (África do Sul) |
| 18:00 (UTC+2)          | Maswanhise 32' | Relatório | Ayunga 52' | Árbitro: CGO Messie Nkounkou                    |

| 19 de novembro de 2024 | Camarões                     | 2 – 1     | Zimbabwe        | Estádio Ahmadou Ahidjo, Iaundé                         |
| 14:00 (UTC+1)          | Aboubakar 18' · N'Koudou 23' | Relatório | Dzvukamanja 73' | Público: 15 000 Árbitro: BDI Pacifique Ndabihawenimana |

| 19 de novembro de 2024 | Quénia | 0 – 0     | Namíbia | Estádio Peter Mokaba, Polokwane (África do Sul) |
| 15:00 (UTC+2)          |        | Relatório |         | Árbitro: CGO Pierre Jean Nguiene                |